# Liste der Baudenkmale in Bliedersdorf
In der Liste der Baudenkmale in Bliedersdorf  sind alle Baudenkmale der niedersächsischen Gemeinde Bliedersdorf aufgelistet. Die Quelle der  Baudenkmale ist der Denkmalatlas Niedersachsen. Der Stand der Liste ist der 4. November 2020.

## Allgemein
In den Spalten befinden sich folgende Informationen:
- Lage: die Adresse des Baudenkmales und die geographischen Koordinaten. Kartenansicht, um Koordinaten zu setzen. In der Kartenansicht sind Baudenkmale ohne Koordinaten mit einem roten Marker dargestellt und können in der Karte gesetzt werden. Baudenkmale ohne Bild sind mit einem blauen Marker gekennzeichnet, Baudenkmale mit Bild mit einem grünen Marker.
- Bezeichnung: Bezeichnung des Baudenkmales
- Beschreibung: die Beschreibung des Baudenkmales. Unter § 3 Abs. 2 NDSchG werden Einzeldenkmale und unter § 3 Abs. 3 NDSchG Gruppen baulicher Anlagen und deren Bestandteile ausgewiesen.
- ID: die Objekt-ID des Baudenkmales
- Bild: ein Bild des Baudenkmales, ggf. zusätzlich mit einem Link zu weiteren Fotos des Baudenkmals im Medienarchiv Wikimedia Commons. Wenn man auf das Kamerasymbol klickt, können Fotos zu Baudenkmalen aus dieser Liste hochgeladen werden:

## Bliedersdorf

### Gruppe: Dorfkern Bliedersdorf
Die Gruppe hat die ID 30898251. Drei reetgedeckte Fachwerkbauten des 18. und 19. Jahrhunderts bestimmen den alten Ortskern von Bliedersdorf nördlich der Kirche.

| Lage                                        | Bezeichnung               | Beschreibung | ID       | Bild |
| ------------------------------------------- | ------------------------- | --- | -------- | ---- |
| Kirchweg 2 53° 28′ 56″ N, 9° 34′ 7″ O       | Wohn-/ Wirtschaftsgebäude | Traufständiger Zweiständerbau in Fachwerk mit Backsteinausfachung, unter reetgedecktem Halbwalmdach (zwischenzeitlich in Wellblech eingedeckt). Errichtet 1821 (i).                                            | 30902863 |      |
| Daudiecker Weg 4 53° 28′ 56″ N, 9° 34′ 9″ O | Wohn-/ Wirtschaftsgebäude | Zweiständerhaus aus Fachwerk mit Backsteinausfachung, Wirtschaftsgiebel in Backstein erneuert. Unter reetgedecktem Walmdach. Errichtet als Heuerhaus im 18. Jahrhundert, nach dem Dorfbrand von 1758.          | 30902720 |      |
| Daudiecker Weg 1 53° 28′ 55″ N, 9° 34′ 8″ O | Wohn-/ Wirtschaftsgebäude | Giebelständiger Zweiständerbau in Fachwerk mit Backsteinausfachung, unter reetgedecktem Satteldach, mit Vollwalm am Wohngiebel. Errichtet 1758 (i). Wirtschaftsgiebel auf Balkenköpfen mit Knaggen vorkragend. | 30902700 |      |

### Einzelbaudenkmale
| Lage                                        | Bezeichnung               | Beschreibung | ID       | Bild           |
| ------------------------------------------- | ------------------------- | --- | -------- | -------------- |
| Hauptstraße 40 53° 28′ 52″ N, 9° 34′ 6″ O   | St. Katharinen            | Gut erhaltene romanische Saalkirche aus lagerhaftem Feldsteinmauerwerk mit eingezogenem quadratischem Chor und fensterloser Apsis aus dem zweiten Drittel des 13. Jahrhunderts unter ziegelgedecktem Satteldach. Im Westen die Längswände teilweise in Backstein erneuert, der Chorgiebel aus Fachwerk. Hochsitzende Rundbogenfenster, an den Längsseiten je ein Portal, das südliche davon vermauert. An der Nordwand des Chores das um 1700 aus Fachwerk errichtete Brauthaus. Westlich der Kirche auf einem Feldsteinunterbau ein hölzener Glockenturm. Im Inneren ursprüngliche Wölbung des Turmerdgeschosses und des Chores 1907 durch eine Flachdecke erneuert; im Schiff hölzerne Flachdecke der Zeit um 1700. Ausstattung bis auf die mittelalterliche Mensa frühneuzeitlich. Turmglocke 1444 von Ghert Klinghe geschaffen (mit Reliefs und Meisterzeichen). | 30902791 | Weitere Bilder |
| Hauptstraße 49 53° 28′ 52″ N, 9° 34′ 9″ O   | Wohn-/ Wirtschaftsgebäude | Großes Zweiständerhaus in Fachwerk mit Backsteinausfachung unter reetgedecktem Halbwalmdach. Errichtet 1831 (i). | 30902811 |                |
| Hauptstraße 53 53° 28′ 50″ N, 9° 34′ 9″ O   | Wohn-/ Wirtschaftsgebäude | Großer Vierständerbau in Fachwerk mit Backsteinausfachung, Wände teilweise in Backstein erneuert. Unter reetgedecktem Satteldach, am Wohnende mit Walm. Erbaut im 19. Jahrhundert. | 30902828 | BW             |
| Dohrenstraße 16 53° 28′ 45″ N, 9° 34′ 19″ O | Schafstall                | Schafstall, ca. 1780 errichtet, hierher transloziert aus Deinste-Helmste, Auf dem Kamp. Fast quadratischer Fachwerkbau mit Lehmausfachung, unter reetgedecktem Walmdach mit mittiger Einfahrt in der Südostfassade, hier Halbwalm. | 37827192 |                |
| Dohrenstraße 16 53° 28′ 44″ N, 9° 34′ 21″ O | Backhaus                  | Fachwerkbau mit Backsteinausfachung, neun schmale Gefache lang, unter Satteldach in Hohlpfannendeckung. Bestehend aus einem Raum, daran anschließend ein Ofen aus Originalsteinen. Erbaut als Backhaus des Hofes Tamle in Dollern, Dorfstraße 10, im 19. Jahrhundert. Hierher versetzt, sehr gut überliefert, Erneuerungen sind dokumentiert. | 37827214 |                |